# Răcăuți, Bacău
Răcăuți este un sat în comuna Buciumi din județul Bacău, Moldova, România.